# Abidji
Het Abidji (of Abiji) is een Kwa-taal die voornamelijk wordt gesproken rondom Dabou, Ivoorkust. Anno 1993 kende de taal ongeveer 50.500 sprekers.